# 新儀村
新儀村（しんぎむら）は、滋賀県高島郡にあった村。現在の高島市の中心部、安曇川の河口域を除く下流左岸にあたる。

## 地理
- 湖沼：琵琶湖
- 河川：安曇川

## 歴史
- 1889年（明治22年）4月1日 - 町村制の施行により、藁園村・太田村・新庄村・北畑村・安井川村の区域をもって発足。
- 1955年（昭和30年）1月1日 - 饗庭村と合併して新旭町が発足。同日新儀村廃止。

## 交通

### 鉄道路線
- 江若鉄道
  - 江若鉄道線
    - 新儀駅（後の新旭駅）

現在は旧村域を湖西線が通過している。

### 道路
- 国道161号

## 著名な出身者
- 上原立斎 - 江戸時代後期（幕末）儒学者、新旭町北畑（新儀村）出身
- 上原しん - 江戸時代後期（幕末）儒学者、小浜藩士の梅田雲浜夫人（先妻）、新旭町北畑（新儀村）出身
- 清水安三 - 桜美林学園創設者、新旭町北畑（新儀村）出身